# Való Világ 3
A Való Világ 3 az RTL saját fejlesztésű valóságshow-jának harmadik szériája, amely 2003. december 28-án indult, és 2004. június 4-én Milo győzelmével ért véget.

## Háttér
A reality harmadik részében a szerelmi csatározásoké és az erotikáé volt a főszerep. Pandora beköltözése nagy visszhangot keltett, kiderült ugyanis, hogy a lány egykor felnőttfilmekben szerepelt. Frenki és Szilvi egy párként költöztek be a luxusbörtönbe, és vágyaiknak a kamerák előtt sem mindig tudtak parancsolni. Mikor a fiatalember egyedül maradt bent és úgy tűnt, a szerelemnek vége, képbe került Katka. Ágica és Leo se veled se nélküled kapcsolata pedig már-már legendássá vált és a macska-egér harc a házon kívül sem ért véget. A fiatalok útjai azóta elváltak, de "szappanoperájukra" a legtöbben még ma is emlékeznek. Tommyboy szíve is lángra gyúlt, ő a műsor után Anettet hódította meg, igaz, már ez a románc is a múltté.
A VV3 a legek valóságshowja volt. 2003 december 27-től, minden eddiginél hosszabb ideig, 160 napig követhették nyomon a nézők az RTL Klub műsorán a Villa Lakók életét. Ez idő alatt összesen 12.160 percnyi műsort készített a közel 250 fős stáb. Akinek még ez is kevés volt, az M+ csatornán közel 2.800 órányi élő közvetítés segítségével folyamatosan figyelhette Ágica, Leo, Katka, Csaba és a többiek életét.
Egy internetes felmérésben azt vizsgálták, hogy melyik ValóVilág széria tetszett a legjobban a közönségnek. A 20 ezer válaszadó legtöbbje, egészen pontosan 42 százaléka szerint a VV3 bizonyult a legnépszerűbbnek. De a legszebb adat a VV3 történetében április 24-én született. Ekkor a ValóVilág nézői 76.475.021 forintot adományoztak a Heim Pál gyermekkórház javára. A magyar televíziózás történetében ennyi pénzt még sosem gyűjtöttek jótékony célra.
Újdonságokban sem volt hiány, a VV3-ban először egy pár is beköltözhetett a luxusbörtön falai közé és az utolsó Villalakó megvásárolhatta a beszavazó show-ba kerülés jogát. Jenny 2,5 millió forintot fizetett a villalétért. A VV kinyitotta kapuit: a klasszikus „reality” megközelítést új viszonyrendszerbe helyezte. A Villalakóknak a megszokott kereteken kívül - a produkció által kijelölt - három uniós államban kellett helytállniuk. Leo és Tommyboy Amszterdamban, Ágica és Frenki Berlinben, Marcsi és Milo Londonban ismerkedett az Európai Unióval.

### Villalakó-jelöltek
A vastagon szedett jelölt költözhetett be a villába.
| Kategória            | 1. jelölt         | 1. jelölt         | 2. jelölt     | 2. jelölt         | 3. jelölt      | 3. jelölt           |
| -------------------- | ----------------- | ----------------- | ------------- | ----------------- | -------------- | ------------------- |
| 1. beszavazó show    | Ilan              | (14 020) (20,26%) | Pandora       | (32 908) (38,10%) | Szasza         | (31 515) (37,04%)   |
| 2. beszavazó show    | Tommyboy          | (21 074) (44,22%) | Gabi          | (19 680) (42,80%) | Kleó           | (5 425) (6,80%)     |
| 3. beszavazó show    | Ákos              | (11 297) (28,07%) | Zsuzsa        | (12 893) (29,40%) | Segal          | (23 774) (45,14%)   |
| 4. beszavazó show    | Frenki és Szilvia | (24 467) (56,44%) | Tosa és Netti | (10 379) (23,94%) | Godzi és Noémi | (8 500) (19,60%)    |
| 5. beszavazó show    | Attila            | (11 056) (16,53%) | Ágica         | (44 679) (66,80%) | Sanyi          | (11 149) (16,66%)   |
| 6. beszavazó show    | Roland            | (13 474) (18,94%) | Tünde         | (16 490) (23,18%) | Leo            | (41 163) (57,87%)   |
| 7. beszavazó show    | Marcsi            | (31 618) (53,16%) | Rapesz        | (7 324) (12,31%)  | Niki           | (20 532) (34,52%)   |
| 8. beszavazó show    | Csaba             | (45 761) (51,72%) | Dóra          | (32 707) (36,96%) | Vadri          | (10 010) (11,31%)   |
| 9. beszavazó show    | Katka             | (23 624) (60,24%) | Klaresz       | (8 086) (20,62%)  | Gabesz         | (7 500) (19,12%)    |
| 10. beszavazó show   | Milo              | (30 612) (60,77%) | Flóra         | (11 715) (23,25%) | Öcsi           | (8 046) (15,97%)    |
| 11. beszavazó show   | Tibi              | (11 360) (12,22%) | Kata          | (46 274) (34,14%) | Indián         | (59 283) (42,90%)   |
| 12. beszavazó show   | Anett             | (29 676) (46,22%) | May Lee       | (29 238) (46,07%) | Merci          | (4 494) (3,40%)     |
| Extra beszavazó show | Anek              | (10 670) (32,22%) | Jenny         | (22 156) (67,78%) | Tamás          | (visszalépett) (0%) |

## Villalakók
Szilvi és Frenki egy párként költözött be a villába, Jenny pedig licitálás útján került a játékba.
| Név                      | Életkor | Lakhely            | Foglalkozás                                     | Szavazatszám (beszavazás) | Beszavazás dátuma  |
| ------------------------ | ------- | ------------------ | ----------------------------------------------- | ------------------------- | ------------------ |
| Pandora (Németh Judit)   | 21      | Budapest           | Tanuló/pornószínésznő                           | 32 908                    | 2003. december 28. |
| Tommyboy (Könyves Tamás) | 28 éves | Budapest           | hobbi: tánc,sajtó-média kommunikáció,vállalkozó | 21 074                    | 2003. december 29. |
| Segal (Czifra Tamás)     | 29      | Miskolc            | Vállalkozó/2005-től bűnöző                      | 23 774                    | 2003. december 30. |
| Szilvi (Ónodi Szilvia)   | 24      | Budapest           | eladónő                                         | 24 467                    | 2003. december 31. |
| Frenki (Jámbrik Ferenc)  | 29      | Budapest           | teherfuvarozó                                   | 24 467                    | 2003. december 31. |
| Ágica (Szögeczki Ágnes)  | 28      | Miskolc            | területi képviselő                              | 44 679                    | 2004. január 2.    |
| Leo (Nagy Zsolt)         | 28      | Budapest           | vállalkozó/benzinkutas                          | 41 163                    | 2004. január 5.    |
| Marcsi (Balázs Mária)    | 21      | Párkány, Szlovákia | ápolónő                                         | 31 618                    | 2004. január 7.    |
| Csaba (Vajda Csaba)      | 27      | Kozármisleny       | lovász                                          | 45 761                    | 2004. január 9.    |
| Katka (Malis Katalin)    | 21      | Cegléd             | üzletkötő                                       | 23 624                    | 2004. január 12.   |
| Milo (Gyukin Milovan)    | 18      | Deszk              | tanuló/eladó                                    | 30 612                    | 2004. január 14.   |
| Indián (Serbán György)   | 35      | Budapest           | eladó/pornószínész/bűnöző                       | 59 283                    | 2004. január 16.   |
| Anett (Béres Anett)      | 22      | Érd                | területi képviselő                              | 29 676                    | 2004. január 19.   |
| Jenny (Kalmár Genovéva)  | 18      | Győr               | fodrász                                         | 22 156                    | 2004. január 21.   |

## Kiválasztás
| Villalakók   | 1.                                               | 2.                                                  | 3.                                                | 4.                                               | 5.                                              | 6.                                                  | 7.                                                | 8.                                                | 9.                                               | 10.                                            | 11.                                             | Státusz                                     |
| Villalakók   | 2004                                             | 2004                                                | 2004                                              | 2004                                             | 2004                                            | 2004                                                | 2004                                              | 2004                                              | 2004                                             | 2004                                           | 2004                                            | Státusz                                     |
| ------------ | ------------------------------------------------ | --------------------------------------------------- | ------------------------------------------------- | ------------------------------------------------ | ----------------------------------------------- | --------------------------------------------------- | ------------------------------------------------- | ------------------------------------------------- | ------------------------------------------------ | ---------------------------------------------- | ----------------------------------------------- | ------------------------------------------- |
| Milo         | Anett                                            | Indián                                              | Anett                                             | Frenki                                           | Tommyboy                                        | Tommyboy                                            | Anett                                             | Anett                                             | Anett                                            | Anett                                          | Leo                                             | Győztes (150 napot töltött a Villában)      |
| Leo          | Pandora                                          | Pandora                                             | Szilvi                                            | Indián                                           | Indián                                          | Frenki                                              | Marcsi                                            | Marcsi                                            | Marcsi                                           | Milo                                           | Milo                                            | 2. helyezett (159 napot töltött a Villában) |
| Katka        | Segal                                            | Pandora                                             | Tommyboy                                          | Frenki                                           | Ágica                                           | Csaba                                               | Ágica                                             | Ágica                                             | Csaba                                            | Csaba                                          | Csaba                                           | 3. helyezett (151 napot töltött a Villában) |
| Csaba        | Pandora                                          | Pandora                                             | Szilvi                                            | Jenny                                            | Frenki                                          | Marcsi                                              | Marcsi                                            | Marcsi                                            | Marcsi                                           | Katka                                          | Katka                                           | Kiszavazott (148 napot töltött a Villában)  |
| Anett        | Csaba                                            | Ágica                                               | Katka                                             | Katka                                            | Katka                                           | Milo                                                | Milo                                              | Katka                                             | Milo                                             | Milo                                           |                                                 | Kiszavazott (130 napot töltött a Villában)  |
| Marcsi       | Indián                                           | Csaba                                               | Tommyboy                                          | Tommyboy                                         | Tommyboy                                        | Tommyboy                                            | Leo                                               | Leo                                               | Leo                                              |                                                |                                                 | Kiszavazott (135 napot töltött a Villában)  |
| Ágica        | Anett                                            | Anett                                               | Jenny                                             | Jenny                                            | Katka                                           | Katka                                               | Katka                                             | Katka                                             |                                                  |                                                |                                                 | Kiszavazott (132 napot töltött a Villában)  |
| Tommyboy     | Segal                                            | Szilvi                                              | Szilvi                                            | Marcsi                                           | Frenki                                          | Katka                                               | Milo                                              |                                                   |                                                  |                                                |                                                 | Kiszavazott (121 napot töltött a Villában)  |
| Frenki       | Szilvi                                           | Tommyboy                                            | Leo                                               | Milo                                             | Leo                                             | Tommyboy                                            |                                                   |                                                   |                                                  |                                                |                                                 | Kiszavazott (107 napot töltött a Villában)  |
| Indián       | Leo                                              | Pandora                                             | Marcsi                                            | Jenny                                            | Leo                                             |                                                     |                                                   |                                                   |                                                  |                                                |                                                 | Kiszavazott (77 napot töltött a Villában)   |
| Jenny        | Indián                                           | Pandora                                             | Szilvi                                            | Ágica                                            |                                                 |                                                     |                                                   |                                                   |                                                  |                                                |                                                 | Kiszavazott (58 napot töltött a Villában)   |
| Szilvi       | Segal                                            | Csaba                                               | Csaba                                             |                                                  |                                                 |                                                     |                                                   |                                                   |                                                  |                                                |                                                 | Kiszavazott (65 napot töltött a Villában)   |
| Pandora      | Segal                                            | Leo                                                 |                                                   |                                                  |                                                 |                                                     |                                                   |                                                   |                                                  |                                                |                                                 | Kiszavazott (51 napot töltött a Villában)   |
| Segal        | Szilvi                                           |                                                     |                                                   |                                                  |                                                 |                                                     |                                                   |                                                   |                                                  |                                                |                                                 | Kiszavazott (37 napot töltött a Villában)   |
|              |                                                  |                                                     |                                                   |                                                  |                                                 |                                                     |                                                   |                                                   |                                                  |                                                |                                                 |                                             |
| Kiválasztott | Segal                                            | Pandora                                             | Szilvi                                            | Jenny                                            | Leo                                             | Tommyboy                                            | Milo                                              | Katka                                             | Marcsi                                           | Milo                                           | Leo                                             |                                             |
| Kihívottak   | Katka (42 799) Milo (12 974)                     | Jenny (13 175) Indián (20 764)                      | Csaba () Jenny ()                                 | Marcsi (17 619) Indián (12 812)                  | Indián (16 030) Frenki (9 846)                  | Katka () Frenki ()                                  | Tommyboy (13 348) Anett (9 420)                   | Ágica (20 741) Marcsi (19 451)                    | Anett (26 253) Csaba (10 846)                    | Anett (26 439) Leo (14 744)                    | Milo (34 383) Csaba (37 246)                    |                                             |
| Párbaj       | Segal (74 775) (30,00%) Katka (174 445) (70,00%) | Pandora (51 836) (16,07%) Indián (270 711) (83,93%) | Szilvi (67 760) (28,05%) Csaba (173 767) (71,95%) | Jenny (72 400) (45,42%) Marcsi (87 004) (54,58%) | Leo (206 719) (70,78%) Indián (85 358) (29,22%) | Tommyboy (78 906) (58,47%) Frenki (56 044) (41,53%) | Milo (59 850) (64,99%) Tommyboy (32 243) (35,01%) | Katka (130 431) (54,39%) Ágica (109 372) (45,61%) | Marcsi (46 492) (38,92%) Anett (72 964) (61,08%) | Milo (88 643) (67,37%) Anett (42 927) (32,63%) | Leo (171 051) (50,84%) Csaba (165 380) (49,16%) |                                             |
| Kiszavazott  | Segal                                            | Pandora                                             | Szilvi                                            | Jenny                                            | Indián                                          | Frenki                                              | Tommyboy                                          | Ágica                                             | Marcsi                                           | Anett                                          | Csaba                                           |                                             |

### Finálé

#### A végeredmény
| Finalista | Eredmény       | Eredmény       | Státusz      |
| Finalista | Első kör       | Második kör    | Státusz      |
| --------- | -------------- | -------------- | ------------ |
| Milo      | 285 754 37.37% | 492 069 53.64% | Győztes      |
| Leo       | 265 652 34.74% | 425 228 46.36% | 2. helyezett |
| Katka     | 213 270 27.89% | 3. helyezett   | 3. helyezett |